# Jardin du souvenir
Un Jardin du souvenir est, dans un cimetière, un espace de dispersion des cendres des défunts ayant fait l’objet d’une crémation.

## Présentation
Dans beaucoup de cas, un Jardin du souvenir est un caveau funéraire ou un « puits de dispersion » avec une grille ou une trappe, Des pierres remplacent la pierre tombale. Les cendres s'accumulent dans le volume du caveau jusqu'à ce qu'il soit rempli, et que la création d'un autre caveau soit rendue nécessaire. En ce sens, un Jardin du souvenir est une tombe collective, un ossuaire et une fosse commune.

## Galerie

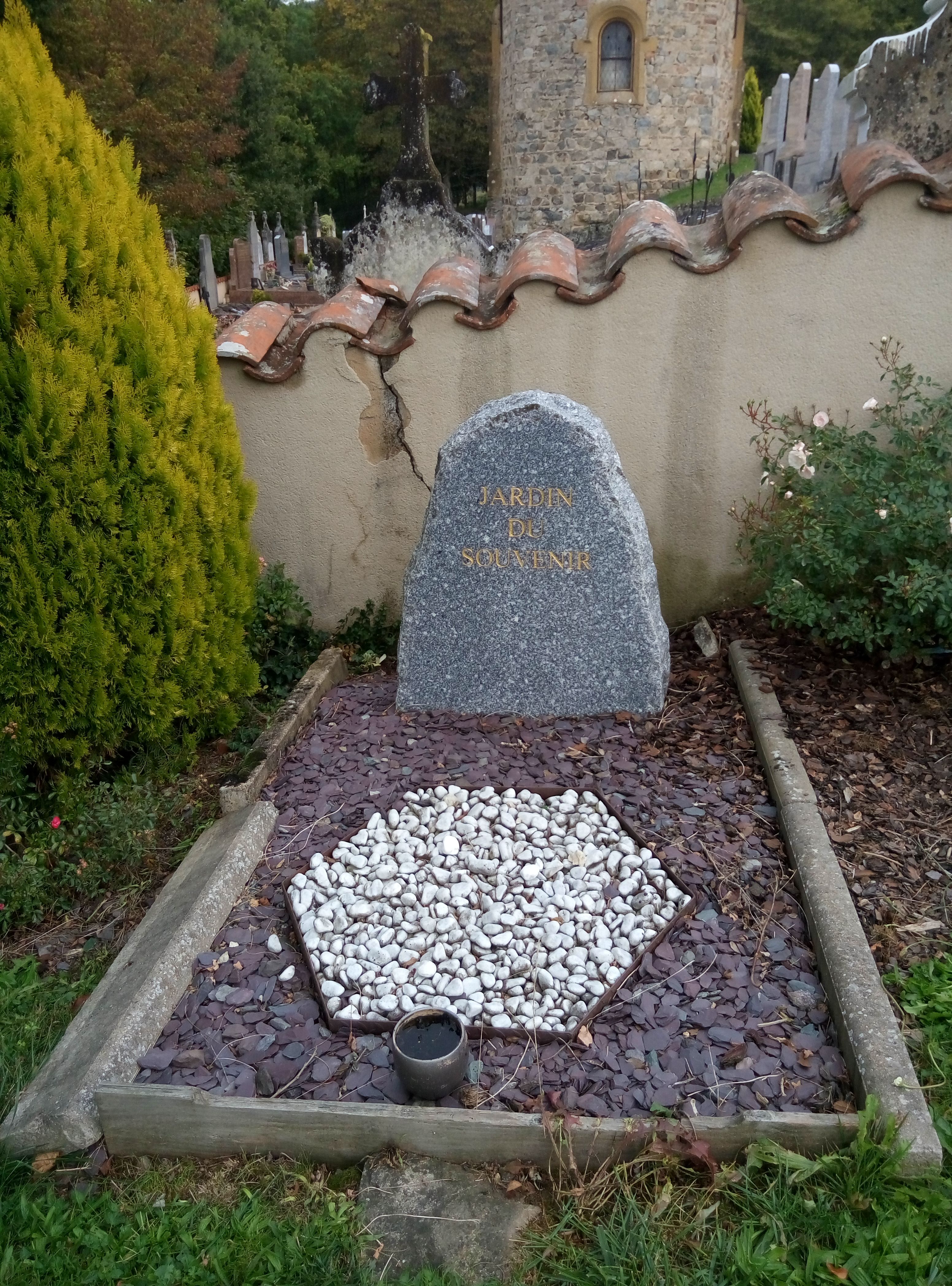
À Ronno, 2016
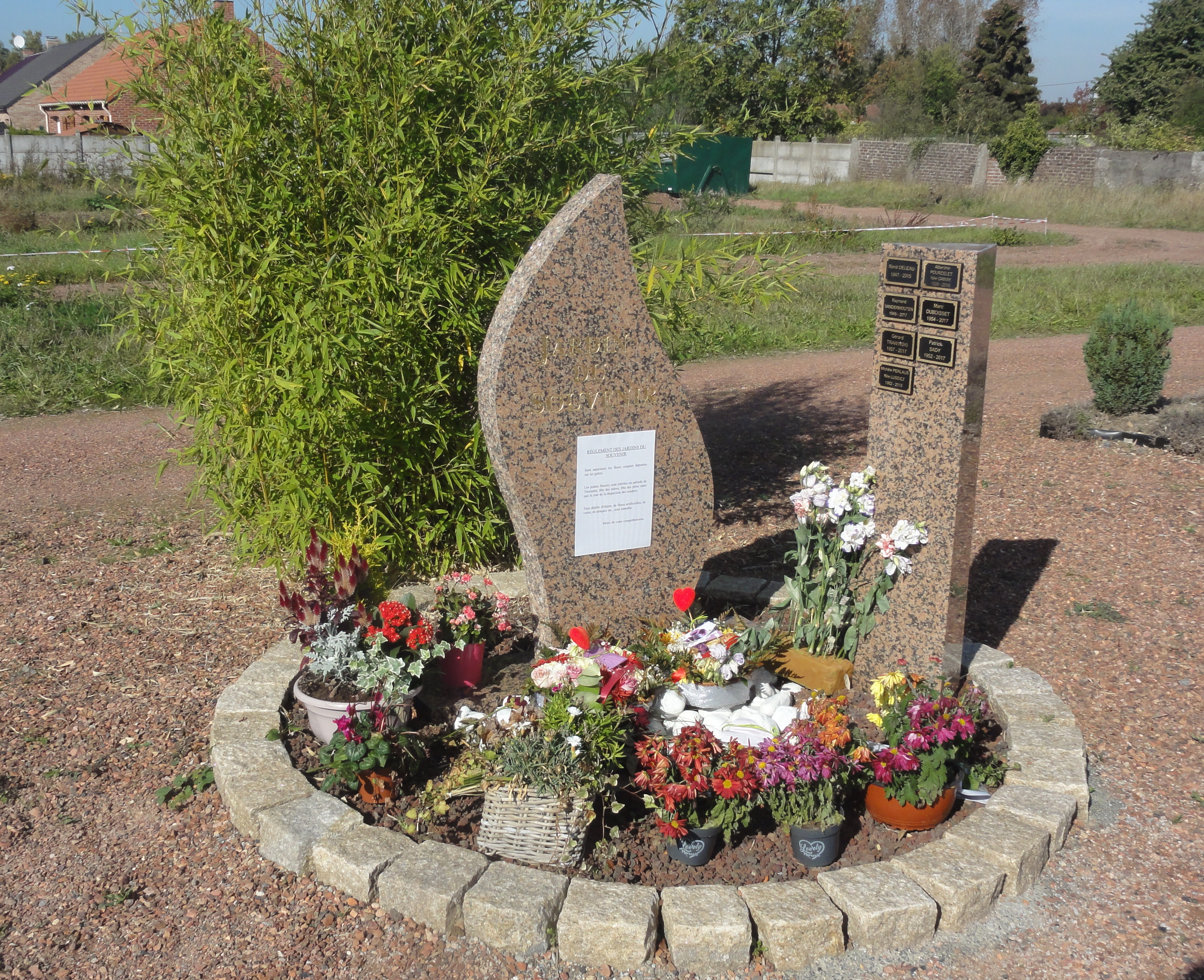
À Fresnes-sur-Escaut, 2018
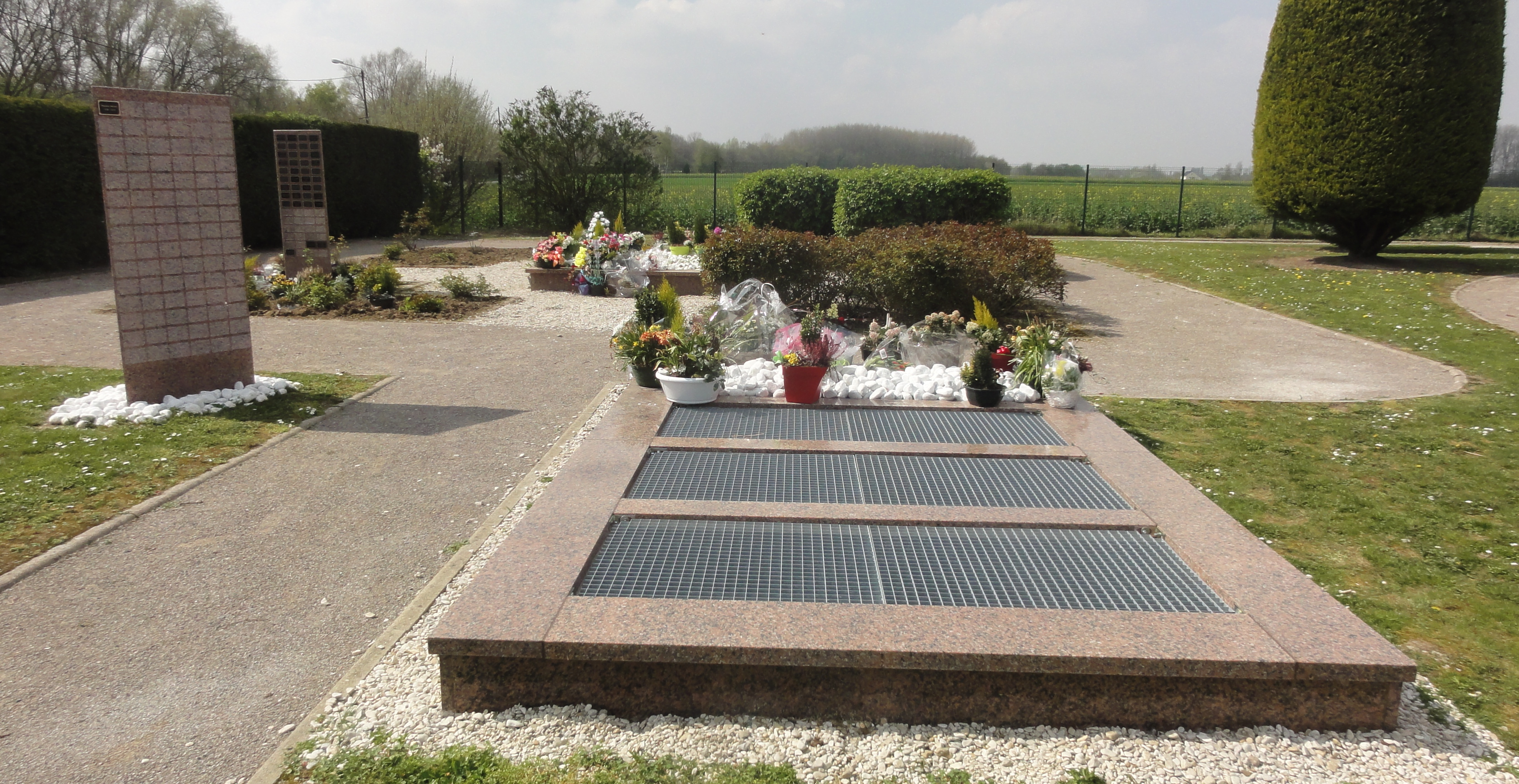
À Roost-Warendin, 2019
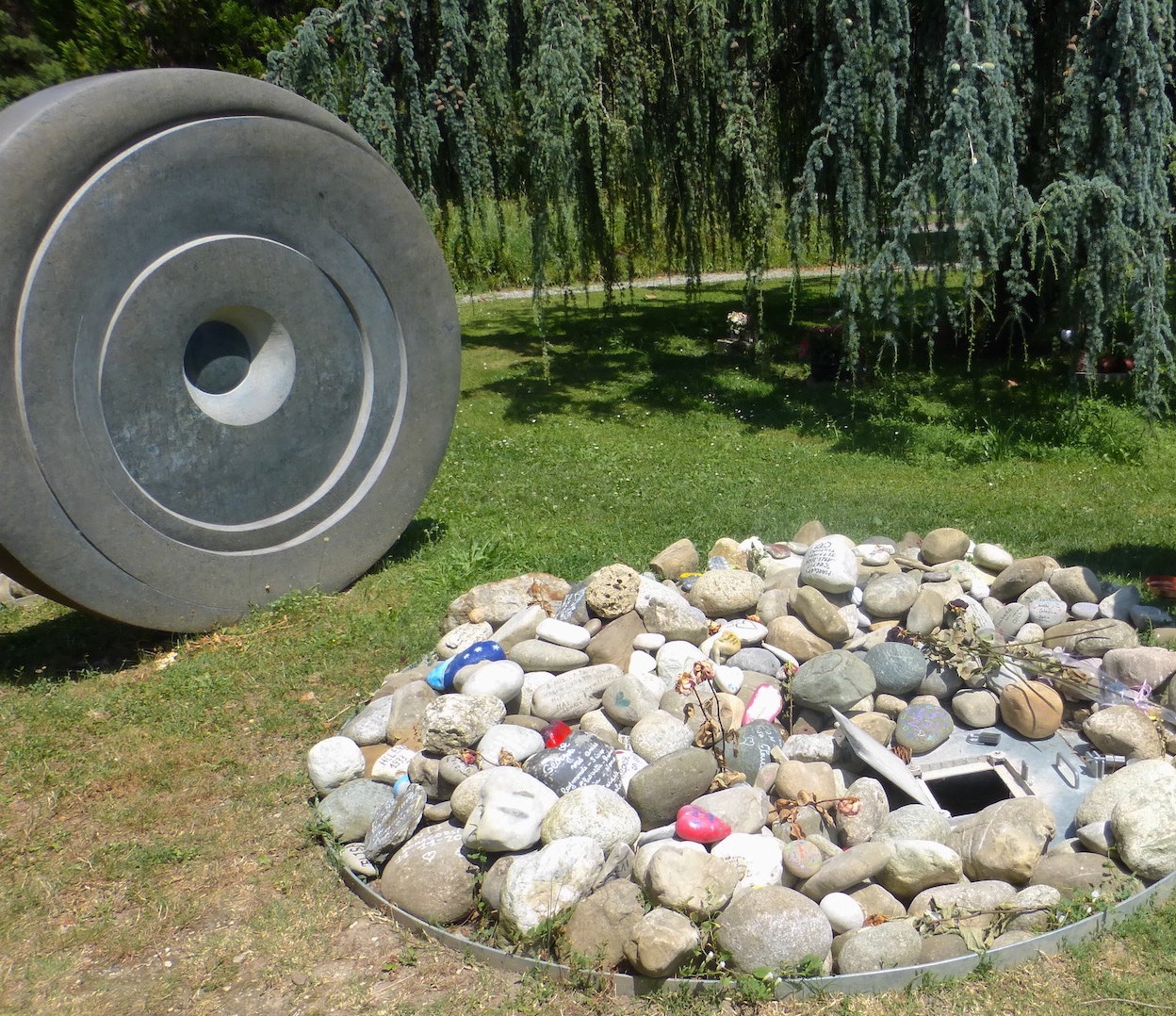
À Genève, cimetière Saint-Georges, 2025

## En France
En France, le Jardin du souvenir est en général présent dans les cimetières communaux même si son statut juridique reste flou. La fosse commune n'existe plus légalement depuis Napoléon premier. Depuis 2008, les communes de plus de deux mille habitants doivent disposer d'un « espace cinéraire, comprenant un jardin de dispersion et un colombarium ou des cavurnes »,.
Au sein du cimetière, il existe une alternative à la dispersion dans le Jardin du souvenir pour ceux qui souhaitent un lieu de sépulture individualisé : il s'agit du terrain communal du cimetière. Cette alternative permet d'avoir un lieu de recueillement individuel et personnel, une sépulture. C'est également une alternative au sens économique car son coût est très faible. Cette alternative est possible à tout un chacun dans le cimetière de sa commune de résidence, dans celui de son décès ou dans celui où on dispose d'une tombe de famille. Elle est reconnue légalement pour les défunts en urne depuis 2019.
Cette alternative consiste à demander en mairie un emplacement gratuit de sépulture dit en « terrain communal » ou « terrain commun » du cimetière. Le maire a l'obligation de vous en désigner un. Sur cet emplacement vous pourrez établir une sépulture pour l'urne contenant les restes de la personne disparue. Au choix de cette dernière ou de son représentant, soit l'urne est enterrée en pleine terre, soit dans un cavurne (petit caveau), soit scellée sur une plaque, soit disposée dans un columbarium privé. Pour plus de détails voir la page Terrain communal du cimetière.
En 2024 les sondages montrent que la dispersion est de moins en appréciée par rapport au fait de rester en urne avec une sépulture. Ils montrent aussi que l'usage du Jardin du souvenir par rapport à la dispersion en pleine nature est également en perte de vitesse. Dès 2013 les amiénois exprimaient ce besoin de recueillement en faisant des tas avec les cendres (interdit) et la ville d'Amiens constatait que « L'endroit de dispersion est choisi par la famille. Il s'agit de dépôt plutôt que de dispersion ». En 2025, la dérive est encore plus patente vers un besoin de sépulture[réf. nécessaire]. 

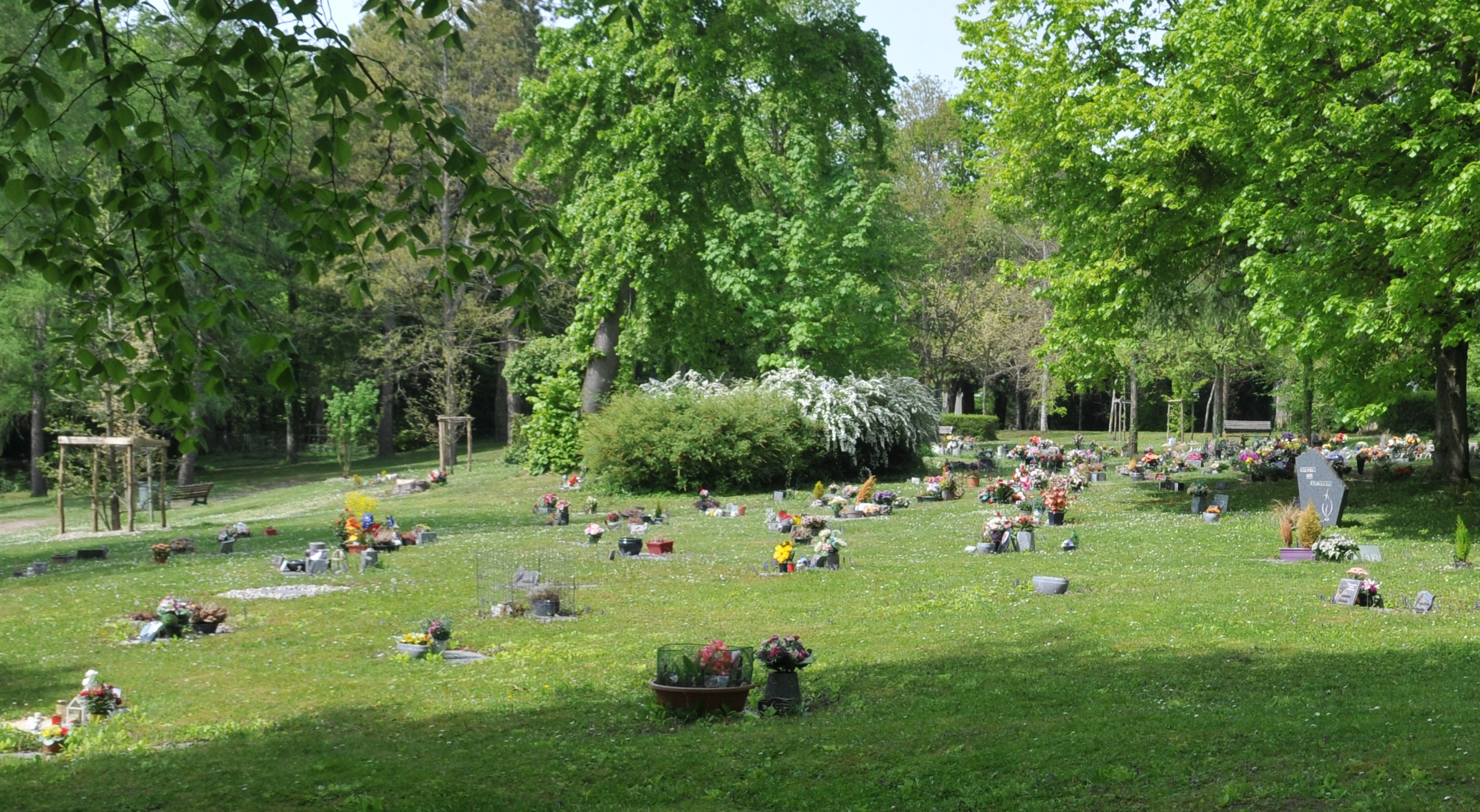
Jardin du souvenir, cimetière de la Madeleine, Amiens 2025.